# Qibin
Qibin är ett stadsdistrikt och säte för stadsfullmäktige i Hebi i Henan-provinsen i norra Kina.